# إسرائيل البداية والنهاية (كتاب)
كتاب إسرائيل البداية والنهاية هو كتاب من تأليف الدكتور مصطفى محمود يتحدث فيه عن إسرائيل التي تتصرف وكأنها تتعامل مع أصفار وهي تتوسع وكأنها تمرح في فراغ، وهذا الغياب الجموعى من الموقف العربى سوف تكون له عواقب وخيمة وخروج التصريحات العربية من منابر فردية مشتتة ومتفرقة لن يفعل ما تفعله كلمة تخرج من على منبر جموعى واحد، والحضور العربى المكثف والصوت الواحد أقوى من التصريحات الفردية والوقفة الجموعية سوف تعنى الكثير سوف تعنى أن الدول العربية لم يعد من الممكن التعامل معها فرادى ولا أخذها واحدة في غرف مستقلة، لقد تنازل العرب عن الكثير ولم يبق إلّا أن يتنازلوا عن هويتهم ومواقع أقدامهم .

## مقتطفات من الكتاب
- “ما دنيانا إلا عطش بلا ارتواء، وجوع بلا شبع، وتعب بلا راحة، وحطب يأكل نفسه، وهي بدون إيمان خواء وخراب وظلمة وتيه وسعي في لا شيء . .”
- “إذا كان المسلمون بهذا الضعف وبهذا التمزق وإذا كانت عدواتهم لبعضهم البعض أشد من عداوتهم للأجنبي ... فلماذا يخافهم الغرب، ويحتشد ضدهم في كل مكان، ويحاول تدميرهم كلمل اجتمعوا ؟ وأقول : إ، المسلمين هم غثاء السيل بالفعل ... ولكن أشتاتهم وفلوهم التي تبدو كغثاء السيل ما اجتمعت مرة على كلمة إلا وغيرت التاريخ .”
- “يقول اليهود ف البروتوكول : إن علينا أن نشعل الثورات ونأجج الفتن غأذا نجحت الثورة فإنها ستأتي بالفوضى أولا ثمبحكم الاستبداد الذي يحكم بالسوط والجبروت ثانيا وسنكون نحن القوة لخفية التي تعمل من وراء هذا الحكم المستبد عن طريق وكلائنا...”
- “وعلى الطرف المقابل يقف مغتصب يشترط أن تبقى تحت يده الأرض المنهوبة المغتصبة لكي يرضى ويسالم ويصافح ويوقع .. إنه شيء أكثر من الإثم .. فهو اعتزاز بالإثم وهذه العزة بالإثم تستمد اعتزازها من المساندة الأمريكية والتأييد الغربي والتسليح المتفوق والترسانة النووية .. وأيضاً من الضعف والهوان والتشرذم العربي والتراجع الإسلامي في كل الميادين .. وماذا يجدي ألف مليون مسلم بدون صوت يكافئ عددهم”
- “وما من دولة من دول المواجهة إلا وستصاب في أرضها واقتصادها وأبنائها واستقلالها إذا أخطأ أولو الأمر فيها حساباتهم .. ومنذ سنوات حينما تجمع العرب مع دول العالم لضرب العراق في حرب الخليج قلنا لهم ساعتها .. إنكم تضربون العراق بأيد أمريكية وسوف يكون النصر داميا لنفوس الجميع .. وسوف يكره كل واحد نفسه وأخاه .. وسوف تفتح جراح عربية لا تندمل .. وسوف تستنزف الثروات العربية بدون جدوى .. وسوف يستبقي الأمريكان صدام لاستعماله للتهديد والابتزاز كلما حلا لهم .. وكلما احتاجوا إلى رشفة أخرى من المال العربي .. وقد حدث كل هذا وأكثر”

## وصلات خارجية
- فيديو حلقات الدكتور مصطفى محمود.
- مدونة الدكتور مصطفى محمود.
- "كان نائماً في سكينة تامة لم يستيقظ منها": ابنة مصطفى محمود لـ"العربية.نت": العالم الكبير رحل في هدوء، العربية نت، 31 أكتوبر 2009.
- صفحة مصطفى محمود على موقع أبجد
- صفحة اقتباسات مصطفى محمود على موقع أبجد
- صفحة باسم الدكتور رائعة على الفيس بوك
- الفيلم الوثائقي العالم والايمان على اليوتيوب
- محمود تحميل كتب الدكتور مصطفى محمود كاملة pdf